# COPS (jeu de rôle)
Pour les articles homonymes, voir Cops.
COPS, acronyme de Central Organization for Public Security (Organisation centrale pour la sécurité publique), est un jeu de rôle français édité par Asmodée. Le joueur incarne un membre du COPS, service d'élite imaginaire de la police de Los Angeles dans les années 2030. Cops est un mot d'argot anglais signifiant flics.
Ce jeu exploite la même veine que Berlin XVIII avec une référence nettement plus marquée au monde des séries télévisées.
Ce jeu a été réédité en 2010 par la société Oriflam.

## Univers de jeu
Le jeu se passe à Los Angeles en 2030. La Californie est désormais indépendante des États-Unis, désignés dans le jeu par "l'Union", devenus autoritaristes et puritains, et en proie à de nombreux problèmes de sécurité. Depuis l'indépendance, les tensions diplomatiques avec leur frère ennemi vont croissantes. Les malfrats de toute sorte chassés de l'Union se réfugient dans cette Californie fictive. Des groupes de pression profitent de la jeunesse de la république californienne pour tenter d'en prendre le contrôle. Des mystiques en tous genres affluent dans l'attente du Big One, le séisme qui à terme devrait détruire la Californie.
Le COPS est une unité d'élite fictive du Los Angeles Police Department, créée à l'origine pour pouvoir intervenir sur tout type d'affaires, constituée de vétérans et disposant d'un matériel de pointe. Mais ces prérogatives attirent l'inimitié des autres services de police, et, depuis la faillite du fabricant qui fournissait le COPS, les membres du service doivent se débrouiller et recycler le matériel. Ils subissent de nombreuses pressions de la hiérarchie et du SAD (Special Affairs Division, la “police des polices”).

## Système de jeu
Le système est basé sur l'équilibre entre les caractéristiques et les compétences des personnages. Les caractéristiques (Carrure, Charme, Coordination, Éducation, Réflexes, Sang-froid) sont évaluées de 1 à 5. Les compétences (ex : arme de poing, scène de crime, instinct de flic…) reçoivent une valeur allant de 9+ a 2+.
Pour chaque jet, le meneur de jeu attribue une compétence et une caractéristique (ex : tirer au pistolet = Coordination/Arme de poing ; reconnaître une arme = Éducation/Arme de poing). Le joueur lance un nombre de d10 égal à sa caractéristique, et compte ceux dont le résultat est supérieur ou égal à la compétence, c'est-à-dire le nombre de "réussites". Selon le nombre de réussites, le MJ détermine si l'action a réussi ou non, et dans quelle proportion.
À noter qu'il existe des règles spéciales pour les interrogatoires et les courses-poursuites.

## Suivi de la gamme
La gamme est découpée en saisons, à la manière des séries TV. Il était prévu à la sortie du jeu quatre saisons, couvrant une année chacune de l'univers de jeu. Les quatre saisons ont bien été publiées et couvrent les années 2030 à 2034 et au-delà. La première se composait de six livres, les deux suivantes de quatre livres et la dernière de deux ouvrages qui donnent une conclusion ouverte à l'évolution de l'univers de jeu. Le nombre de suppléments est important, l'univers de jeu est dynamique et évolue à chaque supplément, et les joueurs sont donc confrontés à de nombreuses facettes de l'univers de COPS.
Saison 1 :
- COPS Pilote (juin 2030)- Amitiés de Los Angeles (juillet 2030)- Lignes Blanches (août - sept. 2030)- Les Affranchis (oct. à déc. 2030)- Gangsta Paradise (jan. fév. 2031)- Hitek-Lotek (mars - avr. 2031)- Helter Skelter (mai à juin 2031)
Saison 2 :
- 10.99 (juillet - août 2031)- 15 minutes (sept. à nov. 2031)- 4 juillet (déc. 2031 à fév. 2032)- OSS 666 (mars à mai 2032)
Saison 3 :
- Complots (juin à août 2032)- California Dreamin' (sept. à nov. 2032)- Horizons Lointains (déc. 2032à août 2033)- DésUnion (sept. 2033 à mai 2034)
Saison 4 :
- Little One (juin 2034 à janv. 2035)- Endgame (fév. 2035+)
Ground Zero : #01 - juin 2030   #02 - juil 2030   #03 - sept 2030   #04 - nov 2030   #05 - fév 2031   #06 - avril 2031   #07 - juil 2031   #08 - sept 2031   #09 - déc 2031   #10 - fév 2032 #11 - nov. 2032 #12 - juin 2034

## Récompenses
COPS a reçu le Grog d'or 2006, décerné par le Guide du Rôliste Galactique.